# Как Маша поссорилась с подушкой
«Как Маша поссорилась с подушкой» — рисованный мультфильм киностудии Союзмультфильм, снятый в 1977 году. Сценарий и одноимённую книгу написала Галина Владимировна Лебедева, которая также написала сценарий мультфильма «Огуречная лошадка».

## Сюжет
Эта история случилась летом с девочкой Машей. Уложили Машу спать, а ей не спится. Подушку и взбивала, и пинала, а всё ей неудобно, то же самое с одеялом и кроватью в целом. И она решила пойти в сад — погулять. Вышла и удивилась: «Какая круглая Луна!» Увидела Маша собаку Тявку и пожаловалась ей: «Кровать у меня неудобная, подушка — душная, одеяло — кусачее, никак не уснуть!» Пожалела Тявка девочку и позвала её спать в своей собачьей конуре. Но Маша не захотела. Подошла она к сарайчику и заглянула внутрь — куры спят на жёрдочках. Пошла Маша к пруду — цапля на одной ноге стоит и спит. Вернулась девочка к дому и увидела летучую мышь, которая, оказывается, спит на чердаке под крышей вниз головой! Маша изменила мнение насчёт своей нормальной кровати и вернулась к ней спать.

## Создатели
| Автор сценария             | Галина Лебедева                                                 |
| Режиссёр                   | Лев Мильчин                                                     |
| Художники-постановщики     | Лев Мильчин, Валерия Гилярова                                   |
| Композитор                 | Ян Френкель                                                     |
| Оператор                   | Михаил Друян                                                    |
| Звукооператор              | Борис Фильчиков                                                 |
| Редактор                   | Раиса Фричинская                                                |
| Художники-мультипликаторы: | Владимир Арбеков, Александр Панов, Марина Рогова, Виктор Шевков |
| Монтаж                     | Ольга Василенко                                                 |
| Художник                   | Ирина Троянова                                                  |
| Ассистенты                 | Елена Гололобова, Ольга Исакова, Наталья Козлова                |
| Текст читает               | Василий Ливанов                                                 |
| Директор картины           | Фёдор Иванов                                                    |